# أنونيتوم
أنونيتوم (𒀭𒉡𒉌𒌈؛ مكتوبة أيضًا بالحروف اللاتينية باسم Anunītu) كانت إلهة بلاد ما بين النهرين مرتبطة بالحرب. كانت في البداية لقبًا لعشتار الأكدية تجسيدًا لجانبها الحربي، ولكن بحلول أواخر الألفية الثالثة قبل الميلاد أصبحت بمثابة إلهة متميزة. كانت الإلهة الحارسة لمدينتي أكد وسيبار أمنانوم، على الرغم من أنها كانت تُعبد أيضًا في أماكن أخرى في بلاد ما بين النهرين.

## اسم
كما هو موثق في النصوص المسمارية من العصر الأكادي القديم فصاعدًا، كان اسم أنونيتوم مكتوبًا عادةً على النحو التالي: an-nu-ni-tum. بدءًا من العصر البابلي القديم، قُدم بـ " القرار الإلهي" ( دنجير ). في حين ظل an-nu-ni-tum هو التهجئة الأكثر شيوعًا في الفترة الكيشية أيضًا، إلا أنه في المصادر من الألفية الأولى قبل الميلاد، أصبح a-nu-ni-tum، المعروف بالفعل من نص بابلي قديم واحد ومن نقش كاشي متأخر للملك ملي شيباك، هو التهجئة القياسية. تحافظ صلاة بابلية قديمة (CBS 19842) أيضًا على الشكل المختصر a-nu-na، والذي قام ويلفريد ج. لامبرت برومنته باسم Anūna. ليس من المؤكد ما إذا كان النطق الأصلي ينعكس بصورة أدق. من خلال الكتابة باللاتينية باستخدام حرف n مفرد أو مزدوج.
من المفترض أن اسم Annunitum مشتق من الجذر 'nn ، "حربي". يمكن ترجمتها إلى " المناوش" أو "الشخص العسكري". أُستبعد الارتباطات اللغوية مع الأسماء المشابهة صوتيًا Anu وAntu وAnunna.

## أصل
أنونيتوم كانت في الأصل لقبًا لعشتار باعتبارها الإلهة الحارسة لمدينة أكاد. ومع ذلك، في وقت لاحق أصبح يُنظر إليه على أنه اسم مستعار، وليس لقبًا، وتطور إلى إله مميز. من المفترض أن عملية انفصال أنونيتوم عن عشتار بدأت في عهد شار-كالي-شاري ( ق. 2175-2150 قبل الميلاد)، على الرغم من أنه من الممكن أن يكون هناك مرور من عهد نارام سين ( ق. 2284-2275 قبل الميلاد). ) يشير إليهم بالفعل باعتبارهم زوجًا من الآلهة المتميزة على عكس عشتار-أنونيتوم المفردة. بحلول نهاية الألفية الثالثة قبل الميلاد، اعْتُرِف على نطاق واسع بأنونيتوم باعتبارها إلهة منفصلة. في فترة أور الثالثة، كانت تُعبد بشكل منفصل عن عشتار في نيبور وأور وأوروك، وبحلول فترة بابل القديمة كان لكل منهما معابد منفصلة في سيبار، على التوالي E-ulmaš وE-edina.
يشير سبنسر جيه ألين إلى ظاهرة تحول ألقاب الآلهة الرافدينية إلى شخصيات مميزة باعتبارها "انقسامًا إلهيًا". تشمل الحالات الأخرى القابلة للمقارنة التي تحول فيها لقب عشتار إلى إله مميز ديريتو، وأوركايتو وأربيليتو. تلاحظ تونيا شارلاش في دراستها عن أنونيتوم وغيرها من الآلهة التي عبدت في بلاط شولجي أنه قد يكون من الأدق الإشارة إلى اسمي عشتار وإنانا باعتبارهما " مصطلحًا شاملًا " يشير إلى آلهة متعددة مترابطة. على سبيل المثال، مجموعة من الترانيم من فترة أور الثالثة تعامل إنانا من أوروك، وإنانا من زبالام وإنانا من أولماس (عشتار آكاد) كثلاثة آلهة منفصلة، مع مؤلفات منفصلة مخصصة لكل منهم. يقترح شارلاش أنه لاستيعاب هذه المعلومات، فإن دراسة "أشكال" عشتار في المصادر الرافدينية تتطلب الاعتماد على منهجية طورها جاري بيكمان لغرض دراسة الآلهة التي حُددت بواسطة اللوغرام د عشتار في النصوص الحثية، مثل Šauška الحورية. كما لخص بيكمان، "في بعض النواحي (...) تشترك شخصيات عشتار في جوهر مشترك، بينما في نواح أخرى تكون متميزة". ويشير أيضًا إلى أن "أي سمات خاصة للأصناف لن تصبح واضحة إلا إذا دُرِس كل منهما في البداية بمعزل عن غيرها".

## الشخصية والأيقونات
كان يُنظر إلى أنونيتوم على أنها إلهة حربية. يمكن أن يطلق عليها لقب سيدة المعركة. لقد جسدت في الأصل الجانب العسكري لعشتار. يصفها نقش لنابونيدوس بأنها كانت مسلحة بقوس وسهام. يُفترض أن ختمًا أسطوانيًا سابقًا من سيبار يصورها برفقة إلهة أخرى، ربما آيا، ويظهرها وهي تحمل سلاحًا يشبه الرمح الثلاثي الشعب. هناك تصوير محتمل آخر لأنونيتوم على ختم أسطواني يظهرها واقفة على ظهر أسد وغريفين مجنحين. تشير الأختام الأخرى من سيبار إلى أنه من الممكن تصويرها مرتدية رداءً يترك أحد كتفيه وصدره مكشوفين، على غرار عشتار وآية. من المفترض أن هذا الثوب كان يهدف إلى إبراز الجمال والسحر والجاذبية الجنسية.

كوكبة يشار إليها باسم Annunitum تتوافق مع الجزء الشرقي من برج الحوت.

في علم الفلك في بلاد ما بين النهرين، كان اسم Annunitum يستخدم للإشارة إلى كوكبة تتوافق مع جزء من برج الحوت، وتحديدًا السمكة الشرقية. ومن المعروف أن هناك صلاة إكريبو مخصصة لها في هذا الدور. ومع ذلك، لم تُصف عادةً بأنها إلهة نجمية، على النقيض من عشتار.
تشير صيغة اللعنة على حجر الكودورو من العصر الكاشي إلى أن أنونيتوم كان من بين الآلهة الذين يعتبرون قادرين على إصابة من يخالفون القسم بالجذام، وهو الدور الذي يتقاسمه مع آلهة مثل سين وشمش وعشتار وأنو وإنليل.

## الارتباطات مع الآلهة الأخرى
يمكن اعتبار أنونيتوم ابنة سين، على الرغم من أن الإشارات إلى هذا الارتباط تقتصر بالكامل على نقوش نابونيدوس. من المفترض أن هذا التقليد هو امتداد لتقديم سين باعتباره أبا عشتار.  مقطع فريد من Eḫulḫul [الإنجليزية] لنابونيد الأسطوانة التي تشير في نفس الوقت إلى إنليل وسين باعتبارهما آباء أنونيتوم من المفترض أنها تعكس ما يسمى "لاهوت القمر"، وهي فكرة موثقة في النصوص الآشورية الحديثة في النصوص البابلية الحديثة والتي تنص على أن سين كان يمتلك قوى إنليل وأنو وإيا أثناء تزايد القمر. في هذا السياق، أُعيد تعريف إنليل باعتباره تسمية للقمر الأحدب.
عندما يُنظر إليه باعتباره مختلفًا عن عشتار، يمكن اعتبار أنونيتوم عضوًا في حاشيتها، كما أُثبِت بالفعل في فترة أور الثالثة.
كان Annunitum مرتبطًا ارتباطًا وثيقًا بـ Ulmašītum، وهو أقنوم عسكري آخر لعشتار، وكان مرتبطًا في الأصل بمعبد E-ulmaš في أكاد. يفترض سبنسر جيه ألين أن العلاقة بينهما نشأت في الأصل في هذا الموقع. تشير تونيا شارلاش إلى أنه على الرغم من اختلافهما عن بعضهما البعض، إلا أنهما يظهران معًا في المصادر من فترة أور الثالثة بشكل متكرر وتقارنهما بزوج من التوائم. وتشير أيضًا في أرشيف شولجي-سيمتي إلى أنهم يشكلون رباعيًا فعليًا مع بيليت-شوكنير وبيليت-ترابان.
يقترح ولفجانج هايمبل أن ماري أنونيتوم في بابل القديمة كانت مرتبطة ارتباطًا وثيقًا ببيليت إكاليم، ربما بسبب ارتباطهما المشترك بعشتار. بالإضافة إلى ذلك، يشير نص من هذه المدينة إلى الاعتقاد بأن دوموزي دخل معبد أنونيتوم بعد قيامته السنوية، على الرغم من أنه قد لوحظ أنه لم يرتبط إلا في بعض الأحيان بأي آلهة تنتمي إلى آلهة ماريوت.
تشير قائمة الفأل المجزأة إلى Eturammi باعتباره رسول Annunitum ( SUKKAL d a-nu-ni-tum ). أُثبِت هذا الاسم أيضًا في قائمة الآلهة An = Anum (اللوح الخامس، السطر 185)، على الرغم من أن هذا الإله مُكلف بدور مماثل فيما يتعلق بـ Birtum بدلاً من ذلك.

## يعبد

### أكاد
في العصر الأكادي القديم، كانت عشتار-أنونيتوم تعتبر الإلهة الحامية لمدينة أكاد، وقد وُصفت بأنها المركز الرئيسي للعبادة لأنونيتوم باعتبارها إلهة مميزة أيضًا. كان يوجد معبد مخصص لها في هذه المدينة، لكن اسمه الاحتفالي الكامل غير معروف. وقد ورد ذكره في قائمة معبد خورسباد، والتي لا نعرفها إلا من نموذج واحد، وتركز على دور العبادة الواقعة في شمال بلاد ما بين النهرين، بما في ذلك حوض ديالى والمناطق الواقعة عبر نهر دجلة. تُبني Annunitum كإله شخصي من قبل Naram-Sin of Akkad، ويبدو أنه بعد تأليهه كان يعتبر متزوجًا منها.
بحلول فترة أور الثالثة، لم تعد أكد تعتبر مدينة مهمة، لكن عبادة أنونيتوم انتشرت عبر بلاد ما بين النهرين. خلال العصر البابلي القديم ظلت واحدة من الآلهة الأكثر شيوعًا في الرسائل الشخصية، وتظهر فيها بتواتر مماثل لآيا، وجولا، ونينسيانا، وزاربانيتوم، على الرغم من أنها أقل شيوعًا من عشتار. واستمرت عبادتها في جميع أنحاء بلاد ما بين النهرين حتى العصر البابلي الحديث.

### سيبار

#### العصر البابلي القديم
كان Annunitum يعتبر إلهًا مهمًا في سيبار. وكما أُثبِته بالفعل في العصر البابلي القديم، يمكن الإشارة إليها بلقب شارات سيباريم، أي: ملكة سيبار، على الرغم من أنه طُبق أيضًا على عشتار.  كانت الإلهة الوصية على سيبار أمنانوم، تل الدير الحديثة، الواقعة بجوار سيبار يهروروم القديمة، أبو حبه الحديثة، والتي كانت في العصور القديمة مركز عبادة لشمش وآية. كانت تُعبد في معبد يحمل الاسم الطقسي E-ulmaš، على غرار معبد عشتار في أكاد. لا يزال معناها غير معروف؛ ويشير بول ألان بوليو إلى أنه في حين  أُقتراح أن هذا قد يعكس موقفًا فُرض إله رئيسي على إله موجود مسبقًا حُفظ على اسمه فقط في اسم المعبد، فإن هذه النظرية تفتقر إلى أدلة أخرى. من وجود أسماء بعبارات مثل Ulmaš تعمل على ما يبدو كعنصر ثيوفوري، والذي يمكن تفسيره على أنه اسم المعبد نفسه يعتبر إلهيًا، وليس دليلاً على وجود إله غير موثق Ulmaš. لم يُنقب عن المعبد بعد، ولا يزال تاريخه الكامل غير مؤكد.
تشير تونيا شارلاش بشكل تخميني إلى أن سيبار أصبحت بالفعل المركز الرئيسي للعبادة في أنونيتوم في فترة أور الثالثة. تقترح جيني مايرز أن أنونيتوم ربما أصبحت إلهة الوصاية أثناء حكم سلالة سارجون بناءً على اسم معبدها. ومع ذلك، فهي تعترف بأنه لا يوجد دليل على وجود هذا البيت للعبادة قبل العصر البابلي القديم وأن أقدم إشارة إلى عبادة Annunitum في سيبار هي نص من عهد سابيوم. يؤكد أليكسا بارتيلموس وجون تايلور أنه لا يوجد دليل لا لبس فيه على وجود سيبار-أمنانوم قبل فترة أور الثالثة، وأن الحكام اللاحقين مثل نابونيدوس لا يزعمون أن معبد أنونيتوم تأسس خلال الفترة الأكادية القديمة، مما يجعل التأريخ المبكر غير معقول.
إن عبادة أنونيتوم في بابل القديمة موثقة جيدًا في أرشيف أور أوتو الذي خدم ككاهن رثاء رئيسي (كالاماخو ). إنها واحدة من الآلهة الثلاث الوحيدات اللاتي وثقن كشهود إلهيين في النصوص القانونية من سيبار، والاثنتان الأخريان هما آيا ومامو. كان يوجد في سيبار أمنانوم شارع وبوابة وقناة تحمل اسمها. زاد عدد الأسماء الإلهية التي تستحضرها بعد حكم حمورابي، حيث ارتفع من 1% في المصادر البابلية القديمة المبكرة إلى أكثر من 6%.
بعد حكم عمي صدوقا، دمرت سيبار أمننوم في حريق وظلت غير مأهولة بالسكان لمدة 200 عام تقريبًا. ومن المرجح أن عبادة أنونيتوم انتقلت إلى سيبار-يهروروم نتيجة لذلك.

#### الفترة الكاسيتية
قام الملكان الكاشيان شاغاراكتي-شورياش وكوريجالزو الأول وفقًا للنقوش التذكارية بإصلاح إي-ماس في أنونيتوم في سيبار-أنونيتو. قد يكون الاسم الجغرافي إما اسمًا بديلًا لـ Sippar-Amnanum، أو بدلاً من ذلك الجزء من المدينة حيث يقع المعبد. من غير المؤكد ما إذا كان اسم E-maš هو اسم بديل لـ E-ulmaš، أو اسم ضريح داخله، أو بيت عبادة مختلف. يقترح بارتلموش وتايلور أن العدد القليل من الإشارات إليه يجعل الاحتمال الأول هو الأكثر ترجيحًا.
لم يُكتشف أي نماذج للنقوش المذكورة أعلاه والتي تتناول إعادة بناء معبد أنونيتوم الذي يعود تاريخه إلى العصر الكيشي، ولكن مثل العديد من النقوش الملكية الأخرى نُسخت في العصر البابلي الحديث ونجت في شكل تجميع. من المرجح أن الكتبة عملوا على مجموعة من رواسب الأساس لكلا الملكين. يشير إليه نقش شغاراكتي شورياش على أنه "الراعي، المفضل لدى شماش ومحبوب أنونيتوم" (sipa še-ga d UTU -ke ki-áĝ an-nu-ni-tu 4)، والذي من المحتمل أنه أثر على وصف نبونيد له بأنه "المفضل لدى شمش وأنونيتوم" (mi-gi-ir d UTU u d a-nu-ni-tu 4).

#### الشهادات المتأخرة
تشير النصوص من عهد تيغلث فلاسر الأول إلى أن أنونيتوم ظلت إلهة رئيسية في البانتيون المحلي حتى القرن الثاني عشر، ولكن في نقطة زمنية غير معروفة بدأت مكانتها في الانحدار. وفقًا لنقش نابونيدوس، دُمر E-ulmaš في النهاية بواسطة سنحاريب. لا توجد مصادر أخرى تشير إلى هذا الحدث، ولكن من المفترض أن الرواية تعكس الواقع التاريخي. ويؤكد نابونيدوس أيضًا أن أنونيتوم نُقلت لاحقًا إلى أرابخا وأن عبادتها تعرضت للاضطراب من قبل الجوتيين، على الرغم من أنه في هذا السياق يجب فهم المصطلح على أنه إشارة عامة إلى البرابرة أو أعداء بابل.
خلال الفترة البابلية الجديدة، قدم نبوبولاسر ونبوخذنصر الثاني القرابين لأنونيتوم والآلهة النازحة الأخرى في هيكل يقع بالقرب من E-babbar [الإنجليزية] أو داخله. في قوائم العروض من عهد نبوبولاسر كانت آخر الآلهة المذكورة، لكن وضعها تحسن في عهد نبوخذ نصر الثاني. وفقًا لنقوش نابونيدوس، فقد أعادها نيريجليسار لاحقًا إلى سيبار أمنانوم، الذي قام بتجديد تمثالها.
رفع نابونيدوس مكانة أنونيتوم في معبد سيبار. ويُفترض أنه اعتبرها واحدة من أهم الآلهة بعد سين وشمش وعشتار. أعاد بناء E-ulmaš في السنة السادسة عشرة من حكمه. وفقًا لأحد نقوشه، فقد أُمر بالقيام بذلك من قبل أنونيتوم في المنام. ويذكر أيضًا أنه عندما بدأ العمل، أُكتشف نقوش شاجاراكتي-شورياش، و أُعيد البناء وفقًا للإرشادات الموجودة فيها. خلال فترة حكمه، كان أنونيتوم أيضًا الإله الوحيد الذي أقيمت له مراسم ملابس منفصلة ( لوبوشتو )؛ ولم تُوثق مثل هذه الاحتفالات إلا لشاماش إلى جانب آلهة سيبار كمجموعة. ومع ذلك، فإن ترقيتها في عهد نابونيدوس لم يكن له أي تأثير على شعبيتها في الأسماء الثيوفورية، مع وجود مثالين فقط موثقة في النصوص من عهده.
تشير المصادر من العصر الأخميني إلى أن أنونيتوم احتفظت بمكانتها في قوائم العروض التي أنشئت في عهد نبوخذ نصر الثاني. في عهد قورش وداريوس، تلقت عروضًا يشار إليها باسم "ماكهورو"، والتي تتكون من الأغنام أو الشعير أو التمر. لا يزال يُذكر E-ulmaš في نص إداري يعود تاريخه إلى عهد الحاكم الأخير.

### ماري
وثق وجود أنونيتوم لأول مرة في ماري في فترة أور الثالثة، على الرغم من أن أهميتها في البانتيون المحلي لم تنمو إلا في فترة بابل القديمة. خلال حكم زيمري ليم كانت واحدة من الآلهة التسعة الذين تلقوا أكبر عدد من القرابين خلال المهرجانات، بعد الإله المحلي إيتور مير، وداجان، وبيليت إكاليم، ونيرغال، وشمش، وإيا، وننهورساج، وأدو. أُدرجت بعد ديريتوم وقبل خوبور كمتلقية لستة خراف في نص يوثق القرابين المقدمة بعد صعود زيمري ليم، وبين مارات إيلتيم وبيليت بيري في مصدر مماثل آخر يركز على التضحيات لآلهة تيركا. أحد أقدم أسماء السنوات لزمر ليم هو تخليد ذكرى بناء تمثال أنونيتوم في مدينة شيهروم، الواقعة بالقرب من ماري ودير. في ملحمة زيمري ليم، قيل أنها ساعدت الملك أثناء حملاته.
يوجد معبد مخصص لـ Annunitum في ماري. أُشيرت إليه ببساطة باسم E-Anunnītim، "منزل Annunitum". وكان يسكنها قاضي. تتناول إحدى الرسائل المرسلة إلى زيمري ليم من زوجته شيبتو نبوءة أنونيتوم التي ألقاها إيلي خزنايا، أحد أعضاء طاقم معبدها، والذي أوضح أن الإلهة تريد تحذير الملك من التمرد. في رسالة أخرى، تخبر امرأة تدعى آدو دوري، التي تخاطب نفسها كخادمة لزيمري ليم، الملك أن أنثى منتشية ( موخوتوم ) نقلت رسالة أخرى من أنونيتوم موجهة إليه، والتي تنص على أنه يجب أن يبقى في ماري ويتجنب السفر، لأنه سيسمح للإلهة بمواصلة التواصل معه.
في وقت لاحق في مملكة خانا، التي تركزت في تيرقا، كانت أنونيتوم من بين الآلهة المُستدعاة في القسم، كما هو موثق بالفعل في النصوص من عهد الحاكم المحلي زيمري ليم (من المفترض أنه سمي تكريماً لسلفه ماريوت)؛ ومع ذلك، فهي لا تظهر إلا في الصيغ التي تعكس على الأرجح الثقافة البابلية، وليس المحلية.

### أور وأوروك
كان يُعبد Annunitum في أور في فترة أور الثالثة. وقد وثق العروض المقدمة لها بشكل جيد في أرشيف شولجي-سيمتي. تشمل المهرجانات التي تتضمن Annunitum الموثقة فيه مهرجان nabrium، الذي يقام في الخريف،  والمأدبة ( kaš-dé-a ) التي تقام في الصيف، ومهرجان elūnum ، الذي لا توجد أي معلومات مؤكدة عن طبيعته. وقد وثق معبد مخصص لها في النصوص الإدارية، وربما بُني في الأصل بواسطة شو سين. في أحد نقوشه التي يُفترض أنها تخلد ذكرى هذا الحدث، يشير إليها باعتبارها زوجته. يذكر نصان من أور الثالثة من أور، يرجع تاريخهما إلى تاريخ غير مؤكد، طاقم العمل ( gìr-sè-ga ) في معابد أنونيتوم وشوالا وألاتوم.
كما قام ملوك سلالة أور الثالثة بإدخال الأنونيتوم إلى أوروك. كانت تُعبد هناك باعتبارها أحد أفراد حاشية إنانا، كما هو موثق في أرشيف شولجي-سيمتي. ومع ذلك، اختفت لاحقًا من النصوص من هذه المدينة حتى الألفية الأولى قبل الميلاد. تذكر رسالة من العالمة مار عشتار إلى حاكم آشوري جديد، على الأرجح أسرحدون، إصلاح التماثيل التي تمثلها، ونانايا، وأوسور أماسو، وكورونيتو، وإيجي . د. يذكر نص من عهد نابو-ابلا-إيدينا كاهنًا شانجو في خدمتها. يقترح بول ألان بوليو أنها ربما كانت واحدة من الآلهة الثانوية التي عبدت في مجمع إينا، على غرار أخرمايتو، وبيليت بالاتي، وكورونيتو، وكانيسورا، وأن أعضاء هذه المجموعة كانوا يشار إليهم بشكل جماعي باسم "السيدات" (d GAŠAN.MEŠ = d bēlētu)، لكنه يؤكد أن الأدلة غير قاطعة.  في العصر السلوقي، ربما كانت واحدة من الآلهة التي أُحتفل بها خلال مهرجان أكيتو لعشتار، والذي ركز على مظاهرها المحلية المختلفة (مثل أوركايتو وبيليت إينا من أودانو) والحاشية (مثل كيليلي ). ومع ذلك، فإن الشهادة الوحيدة المحتملة لها تأتي في مقطع مكسور، واستعادة الاسم غير مؤكدة.

### شهادات أخرى

#### مدن أخرى في بلاد ما بين النهرين
أُكتشف رأس هراوة مخصص لإيشتار-أنونيتوم بواسطة ريموش أثناء الحفريات في آشور.
يشير أحد أسماء السنوات شار-كالي-شاري إلى بناء معابد أنونيتوم وإيلابا في بابل. يشير نص طبوغرافي لاحق إلى أن الأول كان يحمل الاسم الاحتفالي E-saggašarra، "البيت الأسمى في الكون". من المفترض أن E-mesigakalammašarra، "بيت كل ما أعطاني إياه الله من الأرض"، والذي يُشار إليه أيضًا باسم معبد Annunitum في بابل، هو نوع مختلف وليس بيت عبادة منفصل. واستمرت في العمل خلال الألفية الأولى قبل الميلاد. كما ربطت صلاة بابلية قديمة بين Annunitum وE-turkalamma ("البيت، حظيرة الماشية في الأرض")، على الرغم من أن الإله الرئيسي لهذا المعبد كان Bēlet-Bābili (عشتار بابل).
في فترة أور الثالثة كان هناك ضريح مخصص لأنونيتوم بالقرب من إيريش، على الرغم من أنه توقف عن العمل في العقد الثالث من حكم شولجي.
كما عُبد Annunitum في نيبور في فترة أور الثالثة. في فترة إيسين-لارسا، تلقت عروضًا في مجمع معبد إيكور، كما هو موثق في قائمة من عهد داميق إيليشو من إيسين.
يذكر نقش من إشمي داجان أُكتشف في إيسين تعيين تارام بالا ميغريشا ككاهنة أملوتوم بناءً على طلب أنونيتوم.
قام إيتور شمش من كيسورا ببناء معبد أنونيتوم.
في العصر البابلي القديم كان يُعبد Annunitum أيضًا في Malgium. ذكرها الحاكم المحلي تاكيل-إيليسو إلى جانب أولماشتوم، وأنو، ونينشوبور، ودان-بيتوم، وراشوب-بيتوم في نقش تأسيسي يناشدهم معاقبة أي شخص يدمر هذا النص. يقترح ناثان واسرمان ويجال بلوخ أنه ربما ذكرها من أجل استحضار تقاليد حكام الإمبراطورية الأكادية.
في نينوى في العصر الآشوري الحديث، ربما كان يُعبد Annunitum في معبد عشتار نينوى، دون أن يُعرف عليها بالضرورة.

#### خارج بلاد ما بين النهرين
على ختم زاردامو، ملك قراكار من فترة أور الثالثة، يُشار إلى أنونيتوم على أنها والدته.
يشير نقش للملك العيلامي أتا هوشو من سلالة سوكالمة مكتوب باللغة الأكادية إلى أنه خصص معبدًا في سوسة لأنونيتوم. تذكر النصوص من نفس المدينة المعاصرة للمصادر البابلية القديمة من بلاد ما بين النهرين الكهنة في خدمتها وتحافظ على عدد من الأسماء الثيوفورية التي تستحضرها.

### شهادات غير مؤكدة

#### أنو
وقد اقترح أن الاسم Annu المعروف من النصوص من ماري قد يكون شكلًا مختلفًا من Annunitum أو مرتبطًا بها بطريقة أخرى. ومع ذلك، يزعم إيشيرو ناكاتا أن شخصية آنو يجب اعتبارها غير معروفة، وأن جنسها فقط يمكن تحديده على وجه اليقين.
Annuis هو العنصر الإلهي الأكثر شيوعًا في أسماء النساء، ويظهر في ثمانية وأربعين نوعًا مختلفًا. ومن الأمثلة على ذلك أنو-عامرية، وأنو-آسيا، وأنو-دامقا، وأنو-جاميلتي، وأنو-توكولتي. وقد عُرف أيضًا على أسماء ذكورية تشير إليها، ولكن الأسماء الأنثوية هي السائدة بشكل عام. يشير ناكاتا إلى أن الاسم Annu غائب إلى حد كبير عن النصوص من ماري على الرغم من ظهوره بشكل شائع في الأسماء الثيوفورية، ويقارن هذه الظاهرة بالحالات المماثلة لـ Admu و Kakka.

#### نونو
هناك متغير آخر محتمل للاسم وهو نونو. أنطوان كافينيو Manfred Krebernik [الإنجليزية] تشير إلى أنها قد تكون متغيرًا من Annu، وتشير إلى أن d nu-nu، في حين أنه من الممكن تفسيرها على أنها Nunu مع تحديد يحدد هذه الكلمة كمرادف، يمكن أيضًا قراءتها على أنها an-nu-nu. هناك اقتراح بديل مفاده أن نونو كان إلهًا مرتبطًا بالأسماك من بحيرات المياه العذبة، على الرغم من أن هذا لا يزال غير مؤكد. علاوة على ذلك، لا يزال من غير المؤكد ما إذا كان نونو المذكور في الأسماء الثيوفورية مرتبطًا بشيطان يحمل نفس الاسم مرتبطًا بالسهوب ( maškim-edin-na-ke 4 ) والذي يظهر في قائمة الآلهة An = Anum (اللوح الرابع، السطر 270)، ومع شخصية أخرى تشترك في هذا الاسم مساوية في نص باطني متأخر مع Lugaldukuga.
في اللغة البابلية القديمة ماري يظهر اسم نونو في اثني عشر نوعًا من الأسماء اللاهوتية المذكرة وستة أنواع من الأسماء اللاهوتية المؤنثة. ومن المعروف أيضًا وجود شهادات من خارج ماري، ولكنها تقتصر أيضًا على الأسماء الثيوفورية. أقدم الأمثلة المعروفة هي اسم أحد أبناء ملك كيش المذكور في نص من إيبلا، إير-كوم-نونو (قراءة العلامة الثانية غير مؤكدة)، وعدد من الأسماء من النصوص الأكادية القديمة من شمال بابل، مثل دا-نونو وشو-نونو. وثق أمثلة لاحقة بشكل غير عادي في النصوص الآشورية القديمة والبابلية القديمة من مواقع مختلفة.

## ملحوظات
1. ↑  Additionally, in the Neo-Babylonian period it came to function as the proper name of a new deity distinct from both of them.[49]

### فهرس
- Allen، Spencer L. (2015). The Splintered Divine: A Study of Istar, Baal, and Yahweh: Divine Names and Divine Multiplicity in the Ancient Near East. De Gruyter. ISBN:978-1-61451-236-3.
- Asher-Greve، Julia M.؛ Westenholz، Joan G. (2013). Goddesses in Context: On Divine Powers, Roles, Relationships and Gender in Mesopotamian Textual and Visual Sources (PDF). Academic Press Fribourg. ISBN:978-3-7278-1738-0. مؤرشف من الأصل (PDF) في 2024-10-08.
- Bartelmus، Alexa؛ Taylor، Jon (2014). "Collecting and Connecting History: Nabonidus and the Kassite Rebuilding of E(ul)maš of (Ištar)-Annunītu in Suppar-Annunītu". Journal of Cuneiform Studies. ج. 66 ع. 1: 113–128. DOI:10.5615/jcunestud.66.2014.0113. ISSN:0022-0256.
- Beaulieu، Paul-Alain (1995). "The Brewers of Nippur". Journal of Cuneiform Studies. American Schools of Oriental Research. ج. 47: 85–96. DOI:10.2307/1359817. ISSN:0022-0256. JSTOR:1359817. S2CID:163774149. مؤرشف من الأصل في 2023-10-17. اطلع عليه بتاريخ 2022-04-10.
- Beaulieu، Paul-Alain (2003). The Pantheon of Uruk During the Neo-Babylonian Period. Leiden Boston: Brill STYX. ISBN:978-90-04-13024-1. OCLC:51944564.
- Beckman، Gary (1998). "Ištar of Nineveh Reconsidered". Journal of Cuneiform Studies. American Schools of Oriental Research. ج. 50: 1–10. DOI:10.2307/1360026. ISSN:0022-0256. JSTOR:1360026. S2CID:163362140. مؤرشف من الأصل في 2023-09-30. اطلع عليه بتاريخ 2022-04-10.
- Cavigneaux, Antoine; Krebernik, Manfred (1998), "Nūnu", Reallexikon der Assyriologie (بالألمانية), Retrieved 2024-05-01
- Frayne، Douglas (1990). Old Babylonian Period (2003-1595 B.C.). RIM. The Royal Inscriptions of Mesopotamia. University of Toronto Press. DOI:10.3138/9781442678033. ISBN:978-1-4426-7803-3.
- Frayne، Douglas (1993). Sargonic and Gutian Periods (2234-2113 BC). RIM. The Royal Inscriptions of Mesopotamia. University of Toronto Press. DOI:10.3138/9781442658578. ISBN:978-1-4426-5857-8.
- Frayne، Douglas (1997). Ur III Period (2112-2004 BC). RIM. The Royal Inscriptions of Mesopotamia. University of Toronto Press. DOI:10.3138/9781442657069. ISBN:978-1-4426-5706-9.
- George، Andrew R. (1993). House Most High: the Temples of Ancient Mesopotamia. Winona Lake: Eisenbrauns. ISBN:0-931464-80-3. OCLC:27813103. مؤرشف من الأصل في 2024-07-09.
- Hätinen، Aino (2021). The Moon God Sin in Neo-Assyrian and Neo-Babylonian Times. Zaphon. ISBN:978-3-96327-140-3.
- Hunger، Hermann؛ Pingree، David (1999). Astral Sciences in Mesopotamia. Leiden: Brill. ISBN:978-90-04-29413-4. OCLC:944920350.
- Heimpel، Wolfgang (2003). Letters to the King of Mari: A New Translation, with Historical Introduction, Notes, and Commentary. Pennsylvania State University Press. ISBN:978-1-57506-080-4. مؤرشف من الأصل في 2023-09-29. اطلع عليه بتاريخ 2022-04-10.
- Krul، Julia (2018). The Revival of the Anu Cult and the Nocturnal Fire Ceremony at Late Babylonian Uruk. Brill. DOI:10.1163/9789004364943_004. ISBN:9789004364936. مؤرشف من الأصل في 2023-03-07.
- Lambert، Wilfed G. (1989). "A Babylonian Prayer to Anūna". في Behrens، Hermann؛ Loding، Darlene؛ Roth، Martha Tobi (المحررون). Dumu-e2-dub-ba-a. Studies in Honor of Åke W. Sjöberg. Occasional Publications of the Samuel Noah Kramer Fund. Philadelphia: University of Pennsylvania Museum. ISBN:978-0-934718-98-1.
- Lambert، Wilfred G.؛ Winters، Ryan D. (2023). An = Anum and Related Lists. Mohr Siebeck. DOI:10.1628/978-3-16-161383-8. ISBN:978-3-16-161383-8.
- Myers، Jennie (2002). The Sippar pantheon: a diachronic study (PhD).
- Nakata، Ichiro (1995). "A Study of Women's Theophoric Personal Names in Old Babylonian Texts from Mari". Orient. The Society for Near Eastern Studies in Japan. 30 and 31: 234–253. DOI:10.5356/orient1960.30and31.234. ISSN:1884-1392. مؤرشف من الأصل في 2023-11-16.
- Nakata، Ichiro (2011). "The god Itūr-Mēr in the middle Euphrates region during the Old Babylonian period". Revue d'Assyriologie et d'archéologie orientale. Presses Universitaires de France. ج. 105: 129–136. DOI:10.3917/assy.105.0129. ISSN:0373-6032. JSTOR:42580244. S2CID:194094468.
- Peterson، Jeremiah (2009). God lists from Old Babylonian Nippur in the University Museum, Philadelphia. Münster: Ugarit Verlag. ISBN:978-3-86835-019-7. OCLC:460044951. مؤرشف من الأصل في 2024-01-16.
- Podany، Amanda H. (2014). "Hana and the Low Chronology". Journal of Near Eastern Studies. University of Chicago Press. ج. 73 ع. 1: 49–71. DOI:10.1086/674706. ISSN:0022-2968. مؤرشف من الأصل في 2024-07-11.
- Potts، Daniel T. (2010). "Elamite Temple Building". From the foundations to the crenellations: essays on temple building in the Ancient Near East and Hebrew Bible. Münster: Ugarit-Verlag. ISBN:978-3-86835-031-9. OCLC:618338811.
- Reiner، Erica (2006). "If Mars Comes Close to Pegasus…". If a Man Builds a Joyful House: Assyriological Studies in Honor of Erle Verdun Leichty. Brill. ص. 313–323. DOI:10.1163/9789047408239_027. ISBN:978-90-474-0823-9.
- Sallaberger, Walther (2021). "Uruk in der Frühen Bronzezeit: Zu dessen Königen und Göttern und zur Lage von Kulaba". In van Ess, Margarete (ed.). Uruk - altorientalische Metropole und Kulturzentrum (بالألمانية). Wiesbaden. ISBN:978-3-447-11368-7. OCLC:1255365039.{{استشهاد بكتاب}}:  صيانة الاستشهاد: مكان بدون ناشر (link)
- Sasson، Jack M. (2015). From the Mari Archives: an Anthology of Old Babylonian Letters. Winona Lake, Indiana: Eisenbrauns. ISBN:978-1-57506-830-5. OCLC:907931488.
- Schwemer, Daniel (2001). Die Wettergottgestalten Mesopotamiens und Nordsyriens im Zeitalter der Keilschriftkulturen: Materialien und Studien nach den schriftlichen Quellen (بالألمانية). Wiesbaden: Harrassowitz. ISBN:978-3-447-04456-1. OCLC:48145544. Archived from the original on 2024-09-28.
- Sharlach، Tonia (2017). An Ox of One's Own: Royal Wives and Religion at the Court of the Third Dynasty of Ur. Studies in Ancient Near Eastern Records. De Gruyter. DOI:10.1515/9781501505263. ISBN:978-1-5015-0526-3.
- Wasserman، Nathan؛ Bloch، Yigal (2023). The Amorites: A Political History of Mesopotamia in the Early Second Millennium BCE. Culture and History of the Ancient Near East. Leiden, Boston: Brill. ج. 133. ISBN:978-90-04-54731-5.
- Weiershäuser، Frauke؛ Novotny، Jamie (2020). The Royal Inscriptions of Amēl-Marduk (561–560 BC), Neriglissar (559–556 BC), and Nabonidus (555–539 BC), Kings of Babylon (PDF). Penn State University Press. DOI:10.1515/9781646021178. ISBN:978-1-64602-117-8. مؤرشف من الأصل (PDF) في 2024-10-08.
- Westenholz، Joan Goodnick (2004). "The Old Akkadian Presence in Nineveh: Fact or Fiction". Iraq. British Institute for the Study of Iraq. ج. 66: 7–18. DOI:10.2307/4200552. ISSN:0021-0889. JSTOR:4200552. مؤرشف من الأصل في 2022-10-23. اطلع عليه بتاريخ 2022-04-10.
- Zadok، Ran (2018). "The Peoples of Elam". The Elamite world. Abingdon, Oxon. ISBN:978-1-315-65803-2. OCLC:1022561448.{{استشهاد بكتاب}}:  صيانة الاستشهاد: مكان بدون ناشر (link)